# Crotalaria linifolia
Crotalaria linifolia är en ärtväxtart som beskrevs av Carl von Linné d.y.. Crotalaria linifolia ingår i släktet sunnhampor, och familjen ärtväxter.

## Underarter
Arten delas in i följande underarter:
- C. l. linifolia
- C. l. stenophylla